# Contea di Zepu
La contea di Zepu (泽普县S, Zépǔ XiànP) è una contea della Cina, situata nella regione autonoma di Xinjiang e amministrata dalla prefettura di Kashgar.